# Parcele Kretkowskie
Parcele Kretkowskie – część wsi Kretki Małe w Polsce położona w województwie kujawsko-pomorskim, w powiecie brodnickim, w gminie Osiek.
W latach 1975–1998 Parcele Kretkowskie administracyjnie należały do województwa toruńskiego.